# Dominic Sena
Dominic Sena (Niles, Ohio, 1949. április 26. –) amerikai  film-, videóklip- és reklámrendező.

## Élete
Ohióban született, operatőrként lépett be a médiaiparba az 1980-as évek közepén. 1989-ben Grammy-díjat kapott Janet Jackson Rhythm Nation című klipjének rendezéséért. Számos Nike-reklámot rendezett az 1990-es években.
Filmrendezőként a Kalifornia – A halál nem utazik egyedül című filmmel debütált 1993-ban, a film több dicséretet kapott. Ezután Simon Westtel és Michael Bayjel karöltve készítette el a Tolvajtempót (2000). Az 1974-es autórablásos történetet alapul véve, csupa sztár szereposztással, forgatták le a filmet. 2001-ben a Kardhal című pyro-techno akcióthrillert forgatta le John Travolta főszereplésével.

## Filmjei
- 2009 Whiteout
- 2006 13 Graves
- 2001 Kardhal (Swordfish)
- 2000 Tolvajtempó (Gone in Sixty Seconds )
- 1993 Kalifornia – A halál nem utazik egyedül (Kalifornia)